# Trbušac
Trbušac (cyr. Трбушац) – wieś w Serbii, w okręgu maczwańskim, w gminie Vladimirci. W 2011 roku liczyła 350 mieszkańców.